# Pardosa clavipalpis
Pardosa clavipalpis är en spindelart som beskrevs av William Frederick Purcell 1903. Pardosa clavipalpis ingår i släktet Pardosa och familjen vargspindlar. Inga underarter finns listade i Catalogue of Life.